# Бадін
Бадін (словац. Badín) — село, громада округу Банська Бистриця, Банськобистрицький край. Кадастрова площа громади — 34.38 км².
Населення 2152 осіб (станом на 31 грудня 2024 року).

## Історія
Бадін згадується 1232 року.

## Географія
Протікають Бадінський потік і Вовчий потік.

## Населення
| Рік:            | 1994. | 2004.   | 2014.    | 2024.    |
| --------------- | ----- | ------- | -------- | -------- |
| Кількість осіб: | 1581  | 1694    | 1928     | 2152     |
| Різниця:        |       | +7,14 % | +13,81 % | +11,61 % |

| Рік:            | 2023. | 2024.   |
| --------------- | ----- | ------- |
| Кількість осіб: | 2127  | 2152    |
| Різниця:        |       | +1,17 % |